# Sundagråfågel
Sundagråfågel (Coracina larvata) är en fågel i familjen gråfåglar inom ordningen tättingar.

## Utseende och läte
Sundagråfågeln är en robust, mörkgrå fågel med mörkt ansikte,  mer utbrett hos hanen än hos honan. Hanar på Sumatra har helt svarta huvuden. Bland lätena hörs olika ljusa gnissliga ljud. 

## Utbredning och systematik
Sundagråfågel förekommer i bergsområden i Stora Sundaöarna och delas in i tre underarter med följande utbredning:
- Coracina larvata melanocephala – Sumatra
- Coracina larvata normani – Borneo
- Coracina larvata larvata – Java

## Levnadssätt
Sundagråfågeln hittas i fuktiga bergsskogar. Där rör den sig i trädens övre skikt, ofta i artblandade flockar.

## Status och hot
Arten har ett stort utbredningsområde, men tros minska i antal, dock inte tillräckligt kraftigt för att den ska betraktas som hotad. Internationella naturvårdsunionen IUCN listar därför arten som livskraftig (LC).